# Lorymodes australis
Lorymodes australis är en fjärilsart som beskrevs av Pierre E.L. Viette 1960. Lorymodes australis ingår i släktet Lorymodes och familjen mott. Inga underarter finns listade i Catalogue of Life.